# Tunnel de Horta
Le tunnel de Horta est un ancien projet de tunnel dans le massif de Collserola pour la construction d’une sortie de route vers le Vallès. Ce projet n'a jamais abouti, et maintenant, il a été récupéré, mais il s'agit d'un tunnel ferroviaire reliant Barcelone à Cerdanyola del Vallès qui prolongerait la ligne Llobregat - Anoia jusqu'à rejoindre la ligne Barcelone - Vallès, ou alors ce serait une ligne indépendante (Poblenou - UAB) reliée à la ligne Barcelone - Vallès à l'Université autonome de Barcelone.

## Histoire
Le tunnel de Horta est un ancien projet routier planifié par le Pla General Metropolità (PGM) de 1976 qui devait unir le quartier de Horta (Barcelone) à Cerdanyola del Vallès par une autoroute à double voie en traverssant le massif de Collserola. Il était prévu que 45% de la route soit enterré et qu’elle puisse accueillir en moyenne 20 000 véhicules.